# اسکات موژر
اسکات موژر (انگلیسی: Scott Mosier؛ زادهٔ ۵ مارس ۱۹۷۱) تهیه‌کننده، تدوین‌گر، نویسنده و هنرپیشه اهل ایالات متحده آمریکا است. شهرت وی به دلیل همکاری با کارگردان معروف کوین اسمیت که میزبان برنامه پادکست هفتگی SModcast است، می‌باشد.

## زندگی‌نامه
موژر در ونکوور واشینگتن به دنیا آمد و بیشتر دوران کودکی خود را در حال سفر بین بریتیش کلمبیا و واشینگتن بود. او دو ملیت کانادایی و آمریکایی دارد و دلیل آن کانادایی بودن پدرش می‌باشد. دوران نوجوانی را در ونکوور بریتیش کلمبیا گذراند. وی اولین کار خود را به عنوان دانشجو در مدرسه فیلم ونکوور با همکاری کوین اسمیت آغاز کرد که موفقیت‌آمیز نبود و چهار ماه قبل از پایان پروژه از هم جدا شدند و هرکدام به راه خود رفتند.